# 비비 제니스

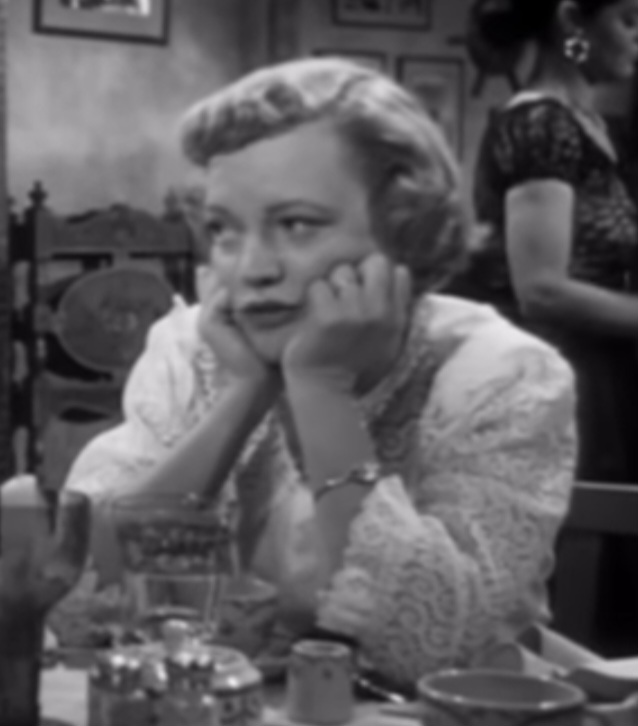

비비 제니스(Vivi Janiss, 1911년 5월 29일 ~ 1988년 9월 7일)는 미국의 배우, 텔레비전 배우, 영화배우, 연극 배우이다.
네브래스카주에서 태어났으며 로스앤젤레스에서 사망하였다.

## 영화
- FBI (1965년)
- 벤 케이시 (1961년)
- 팬텀 프럼 1만 리그 (1955년)
- 왈가닥 루시 (1951년)